# Fosse Saint-Auguste
La fosse Saint-Auguste de la Compagnie des mines d'Azincourt est un ancien charbonnage du Bassin minier du Nord-Pas-de-Calais, situé à Abscon. Ouverte en 1846 après les fosses Saint-Édouard et Sainte-Marie, elle est la fosse la plus orientale de la compagnie. Les veines qu'elle exploite sont aléatoirement productives. La fosse est abandonnée au début de l'année 1876, l'exhaure est donc stoppé, et les niveaux inférieurs sont inondés. Mais les dirigeants reviennent cette décision quelques mois plus tard, et le puits est vidé, mais alors que l'accrochage de 330 mètres venait d'être rendu praticable, un éboulement suivi de plusieurs autres bouche le puits. Celui-ci devait alors être réutilisé au-dessus de 310 mètres, mais la fosse a été définitivement abandonnée.
Au début du XXIe siècle, Charbonnages de France matérialise la tête du puits Saint-Auguste.

## La fosse

### Fonçage
La fosse Saint-Auguste a été ouverte en 1846 sur le territoire d'Abscon, près de la limite avec Aniche, à environ 380 mètres de la limite nord de la concession, et à 350 mètres de sa limite est. Le diamètre du puits est de 3,40 mètres, la composition du cuvelage est inconnue. Le terrain houiller y a été rencontré à la profondeur de 130 mètres, dans la région stérile comprise entre les veines no 7 et Louise ou Auguste.
La fosse Saint-Auguste est située à l'est des fosses Fosse Saint-Édouard et Sainte-Marie, à 950 mètres de la première et à 805 mètres de la seconde.

### Exploitation
L'exploitation a eu lieu successivement sur plusieurs niveaux, dont le dernier a été établi à 454 mètres. L'extraction, d'abord assez importante, n'a pas tardé à décroître avec la profondeur, à cause de l'allure de plus en plus défectueuse du gisement. Les travaux les plus importants ont été faits dans les trois veines du nord, dans les veines nos 3 à 6, et dans Auguste, qui a été la dernière exploitée au niveau de 210 mètres. La bowette sud de cet étage donnant une assez grande quantité d'eau, elle a été serrementé, en 1870, à trente mètres du puits. En 1876, ce serrement a été démoli, et la bowette a été continuée jusqu'à la limite du terrain houiller. À 598 mètres du puits, elle quitte la formation houillère pour pénétrer dans une alternance de bancs de schistes verdâtres calcarifères, et de calcaire compact d'un bleu foncé. On ne s'arrête qu'après avoir pénétré de 24,30 mètres dans ces terrains. La teinte verdâtre des schistes ne permettait pas de les confondre avec des schistes houillers. Ni cran ni faille n'ont été remarqués entre le terrain houiller et le terrain négatif, ni dans le voisinage. Après l'abandon définitif de la bowette de l'étage de 210 mètres, un serrement y est établi à 80 mètres du puits, afin d'aveugler la venue d'eau qu'elle fournit.
Au commencement de l'année 1876, on décide l'abandon de la fosse Saint-Auguste. On y suspend alors l'épuisement, et les niveaux inférieurs d'exploitation sont bientôt noyés. Quelques mois après, on revient sur cette décision, et on se met à vider les travaux inondés. L'accrochage de 330 mètres venait d'être rendu accessible, quand un éboulement considérable s'est produit, et a eu pour effet de remplir partiellement le puits. D'autres éboulements partiels étant encore survenus, on se résigne à remblayer le puits jusqu'à la profondeur de 310 mètres. Depuis cette époque, l'exploitation n'a pas été reprise. Le puits a été serrementé et abandonné. Il y a eu sept étages de recette aux profondeurs de 210, 238, 250, 290, 330, 372 et 420 mètres.
Six ans plus tard, les fosses Fosse Saint-Édouard et Sainte-Marie sont abandonnées à cause d'un éboulement du puits de la première, il ne reste donc plus que la fosse Saint-Roch de productive.

### Reconversion
Au début du XXIe siècle, Charbonnages de France matérialise la tête du puits Saint-Auguste. Le BRGM y effectue des inspections chaque année.

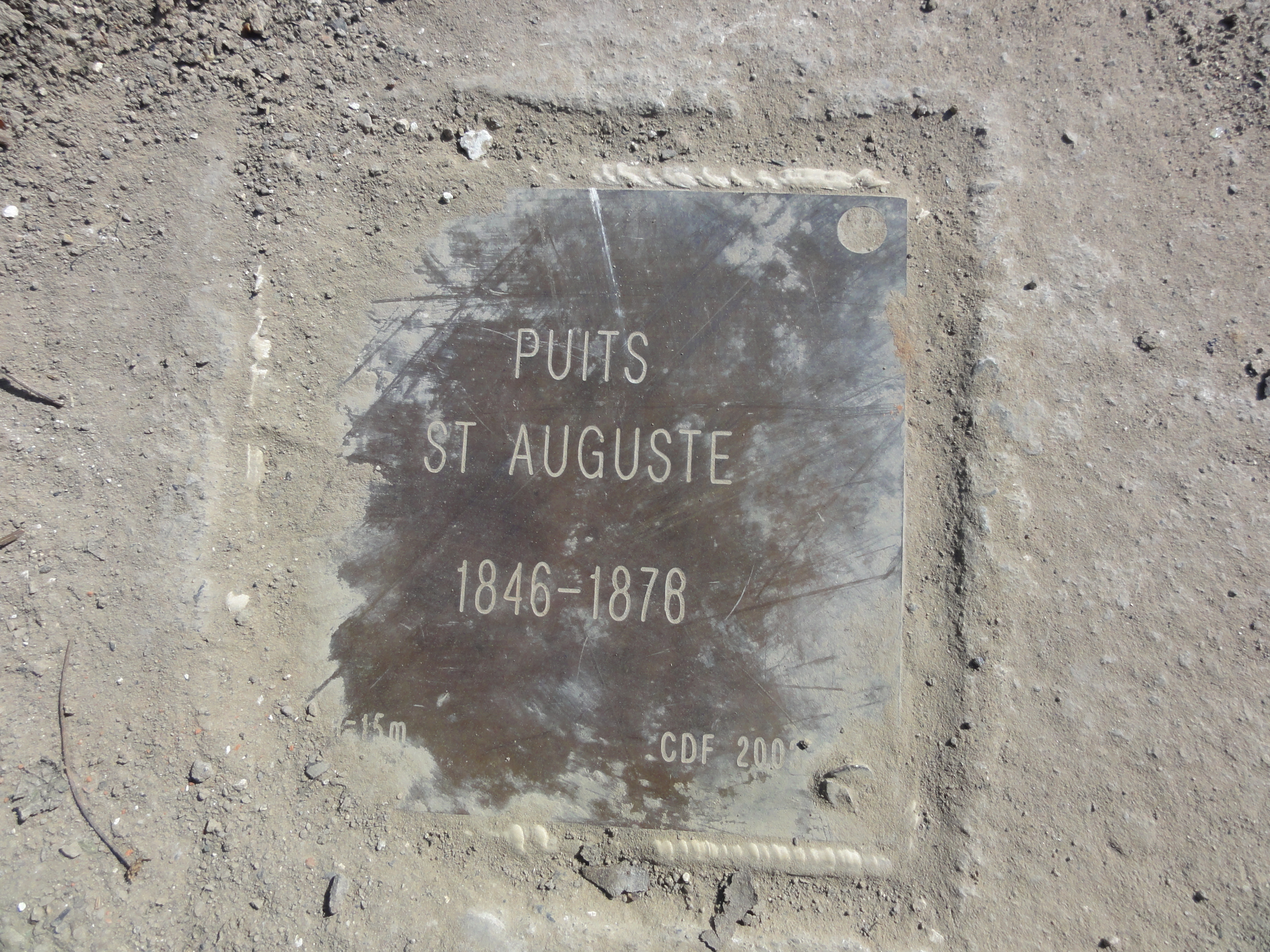
« Puits Saint-Auguste, 1846 - 1876 ».
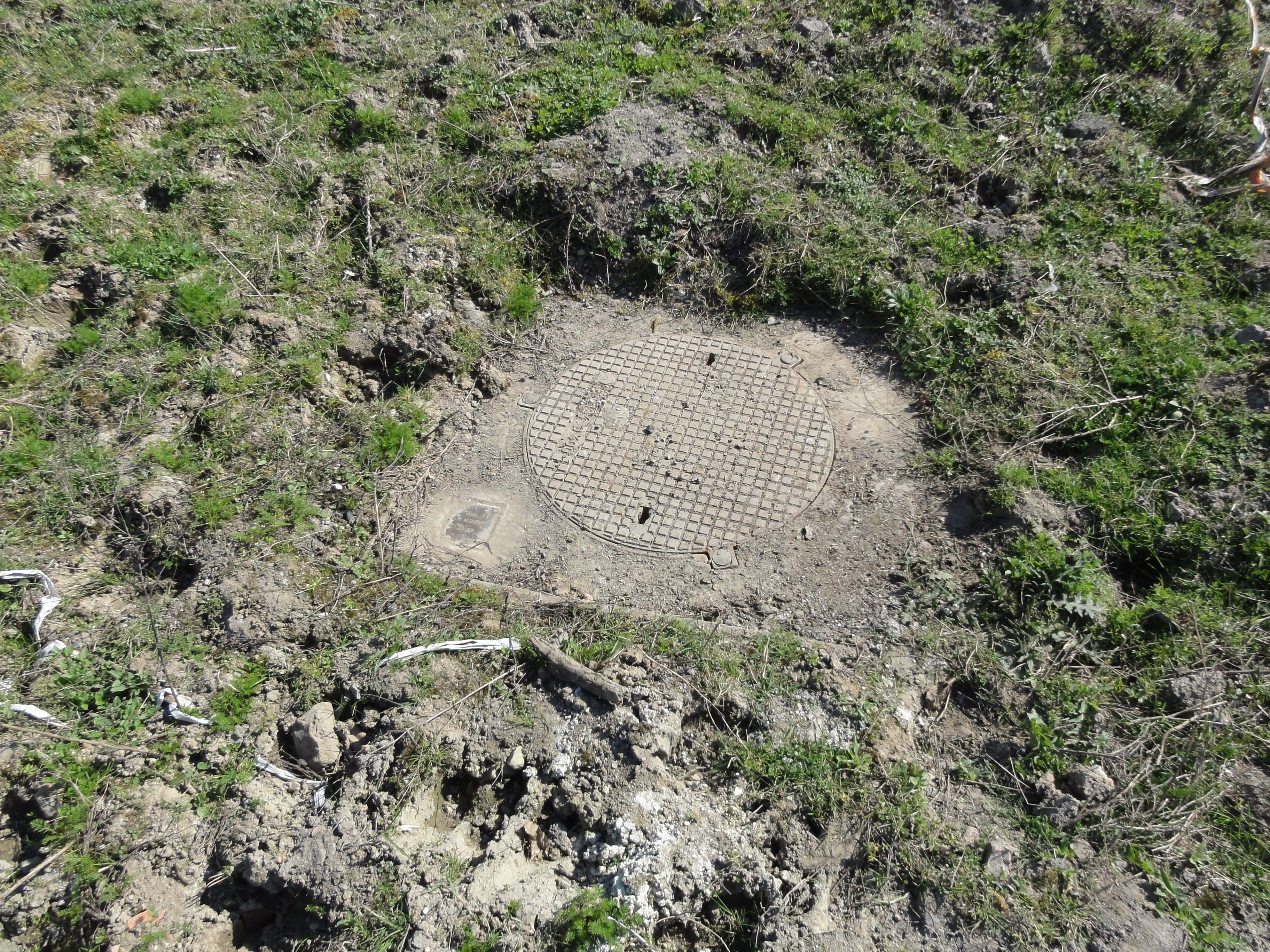
La tête de puits matérialisée.
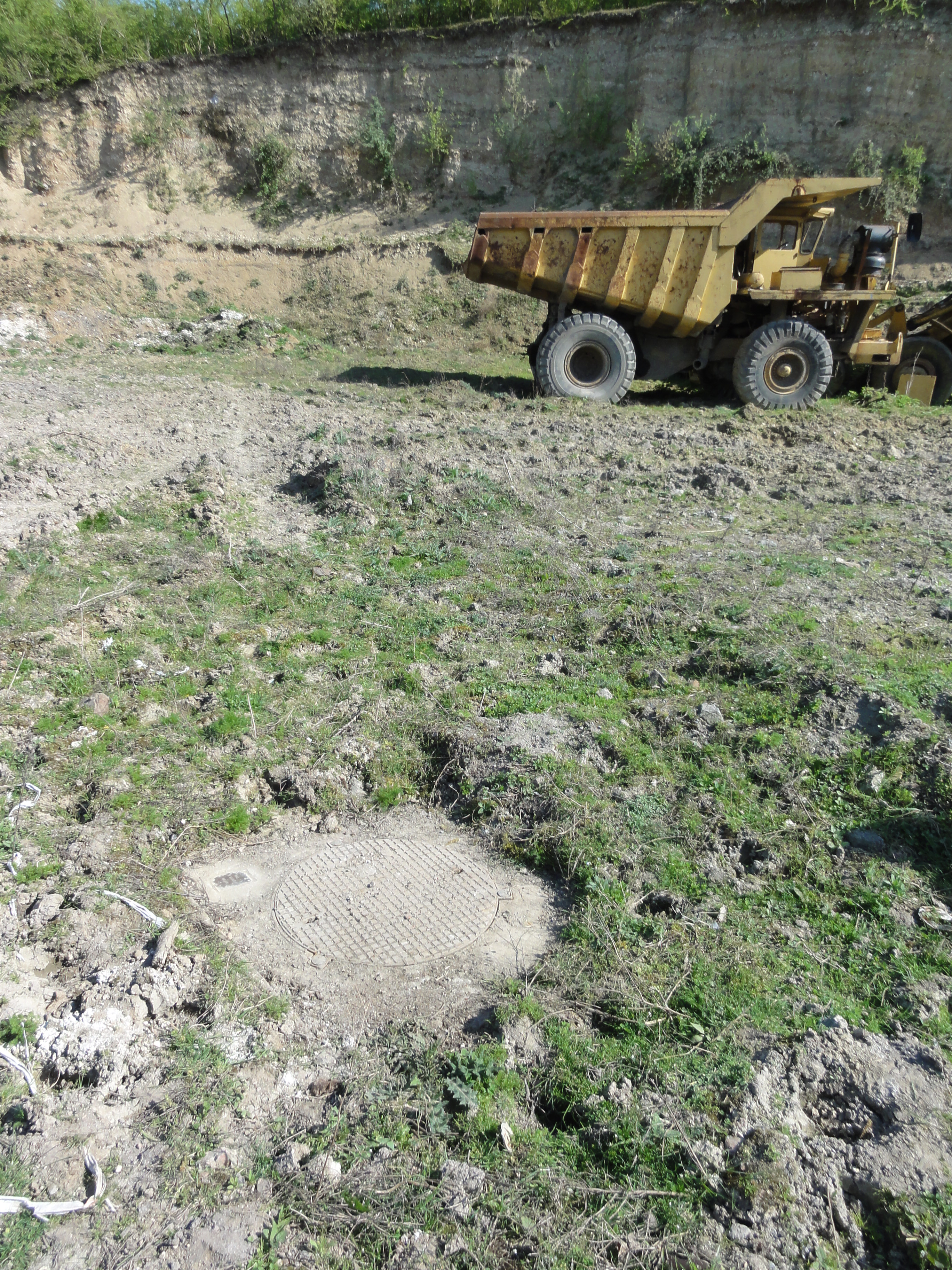
Le puits dans son environnement.
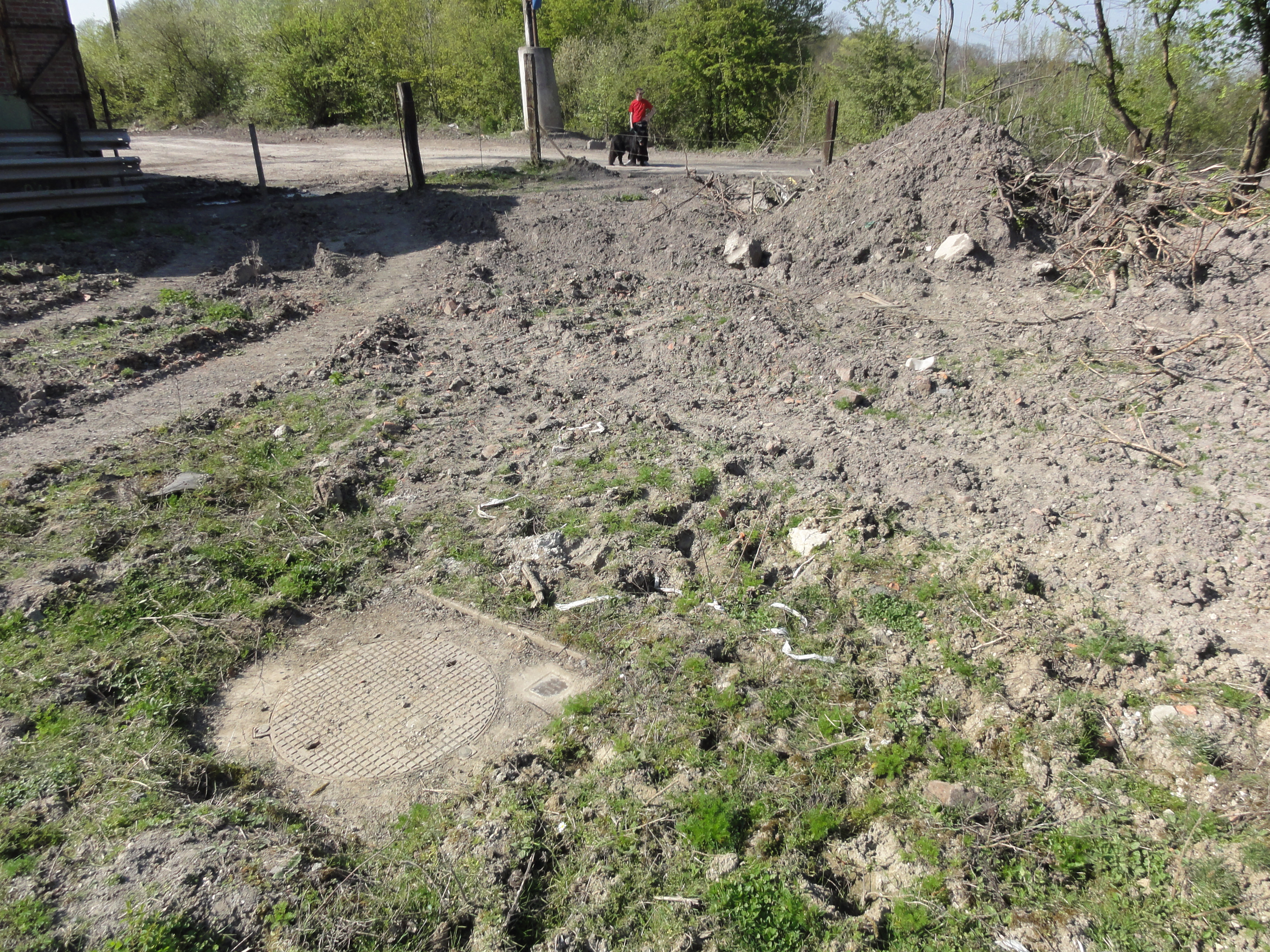
Le puits dans son environnement.
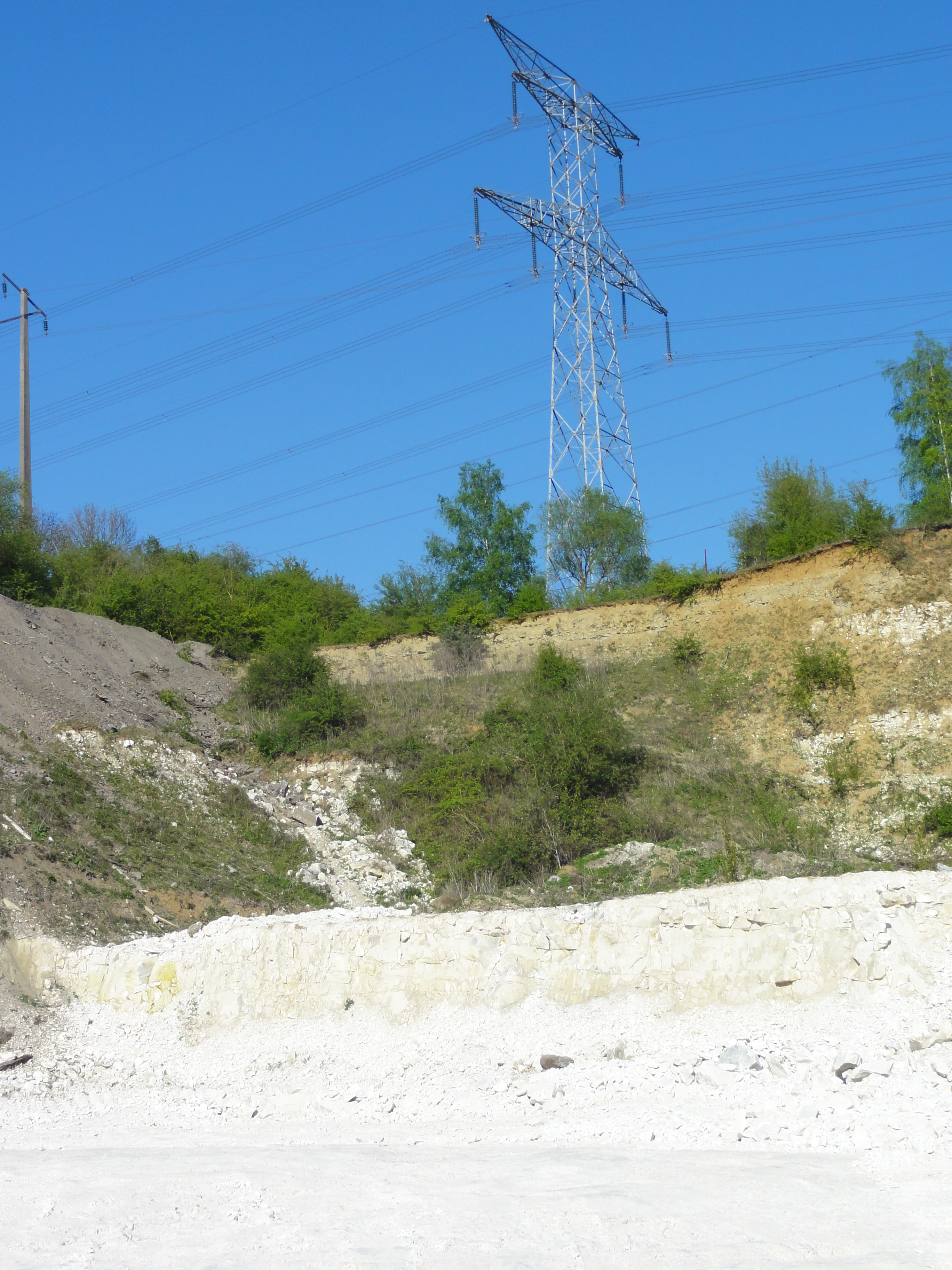
Les terrains recoupés par le puits, visibles grâce à la carrière voisine.